# 美濃加茂市立伊深小学校
美濃加茂市立伊深小学校（みのかもしりつ いぶかしょうがっこう）は、岐阜県美濃加茂市伊深町にある公立小学校。

## 学区

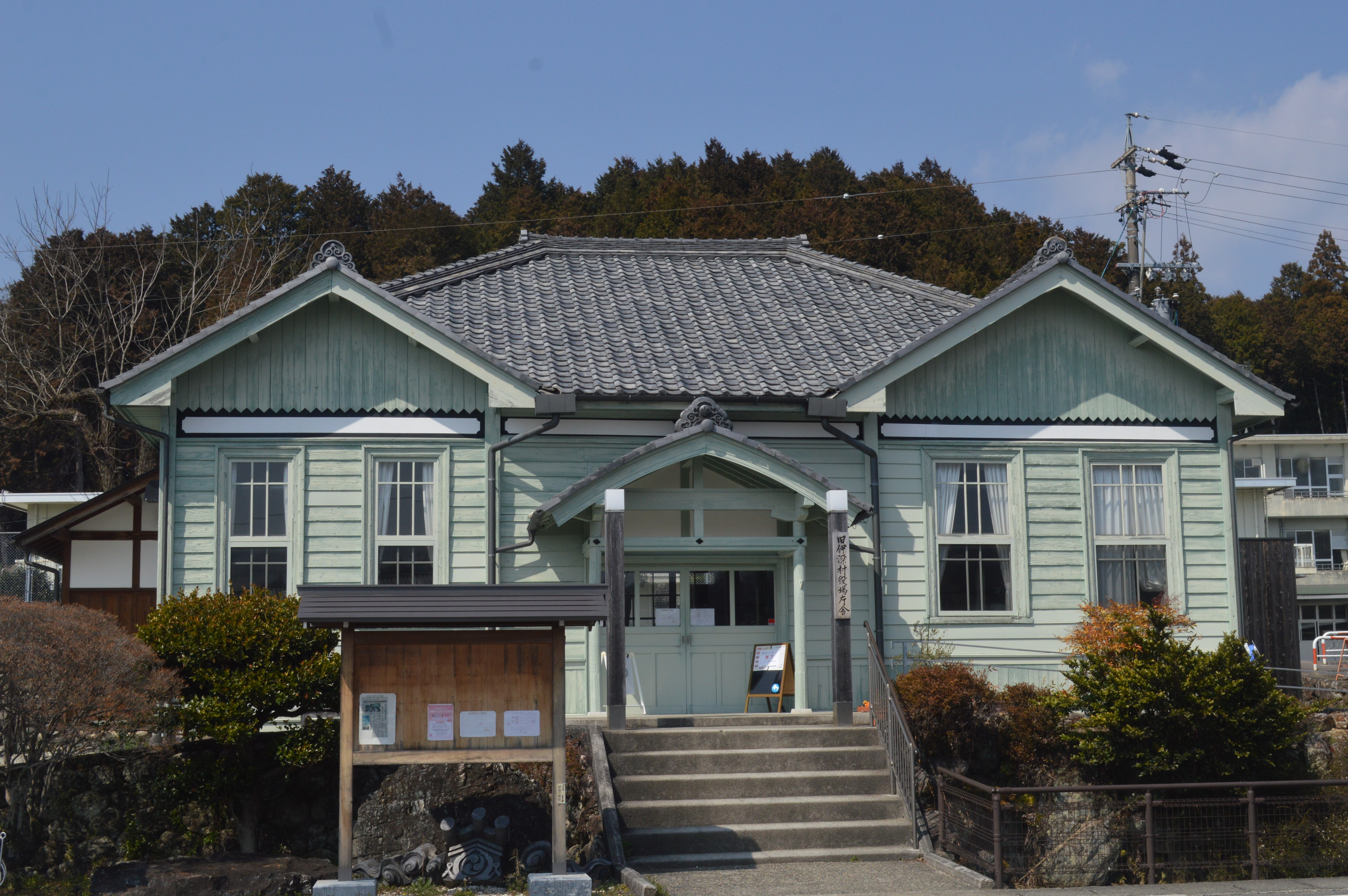
隣接地にある旧伊深村役場庁舎

通学区域は伊深町、山之上町の一部、蜂屋町上蜂屋の一部、蜂屋町下蜂屋の一部である。公立中学校の進学先は美濃加茂市富加町中学校組合立双葉中学校である。
2019年度の児童数は66名の小規模校である。美濃加茂市から小規模特認校の指定を受けている。南隣には旧伊深村役場庁舎がある。

## 沿革
- 1873年（明治6年） - 秀才義校が開校。見桃庵[注釈 1]を仮校舎とする。
- 1879年（明治12年） - 伊深学校に改称する。
- 1880年（明治13年） - 公立伊深学校に改称する。
- 1886年（明治19年） - 伊深簡易科小学校に改称する。
- 1887年（明治20年） - 伊深尋常小学校に改称する。
- 1901年（明治34年） - 伊深尋常高等小学校に改称する。
- 1903年（明治36年） - 農業裁縫補習学校を併設する。
- 1905年（明治38年） - 農業裁縫補習学校の裁縫科を廃止。農業補習学校となる。
- 1941年（昭和16年） - 伊深国民学校に改称する。
- 1947年（昭和22年） - 伊深村立伊深小学校に改称する。
- 1954年（昭和29年）4月1日 - 太田町、古井町、伊深村、蜂屋村、山之上村、加茂野村、および三和村の一部（川浦、廿屋）と合併し、美濃加茂市が発足。同時に美濃加茂市立伊深小学校に改称する。
- 1966年（昭和41年） - 校舎（鉄筋コンクリート造）が完成する。
- 1978年（昭和53年） - 体育館が完成する。